# TuralTuranX
TuralTuranX је азербејџански музички дуо који чине браћа близанци Турал и Туран Багманов (Закатала, 30. октобар 2000). Они ће представљати Азербејџан на Песми Евровизије 2023. са својом песмом Tell Me More.

## Историја
Турал и Туран Багманов су из Закатале у северозападном Азербејџану. У школи су први пут видели клавир и били су толико фасцинирани њиме да су често потајно вежбали свирање песама на њему. Тада им је отац купио половни синтисајзер. Касније су научили и да свирају гитару. TuralTuranX се први пут појављују у школама и на неким догађајима. Међутим, након смрти оца, привремено су престали да се баве музиком.
Турал се касније преселио у престоницу Азербејџана, Баку, и са пријатељем основао бенд TheRedJungle, са којим је Туран такође наступао.  Браћа су наступала и као улични свирачи.
Дана 2. фебруара 2023. године, објављено је да је TuralTuranX међу финалних пет кандидата интерне селекције Азербејџана за Песму Евровизије 2023. Они су 9. марта изабрани за азербејџанске представнике за Песму Евровизије. Такмиче се у првом полуфиналу 9. маја са својом песмом Tell Me More.

## Лични животи
Турал и Туран Багманов су имали још два брата по имену Емин и Џамал, који су обојица погинули у саобраћајној несрећи у Јукари Тала 2015. године.

## Дискографија
Синглови
- Tell Me More (2023)